# Informatica teorica

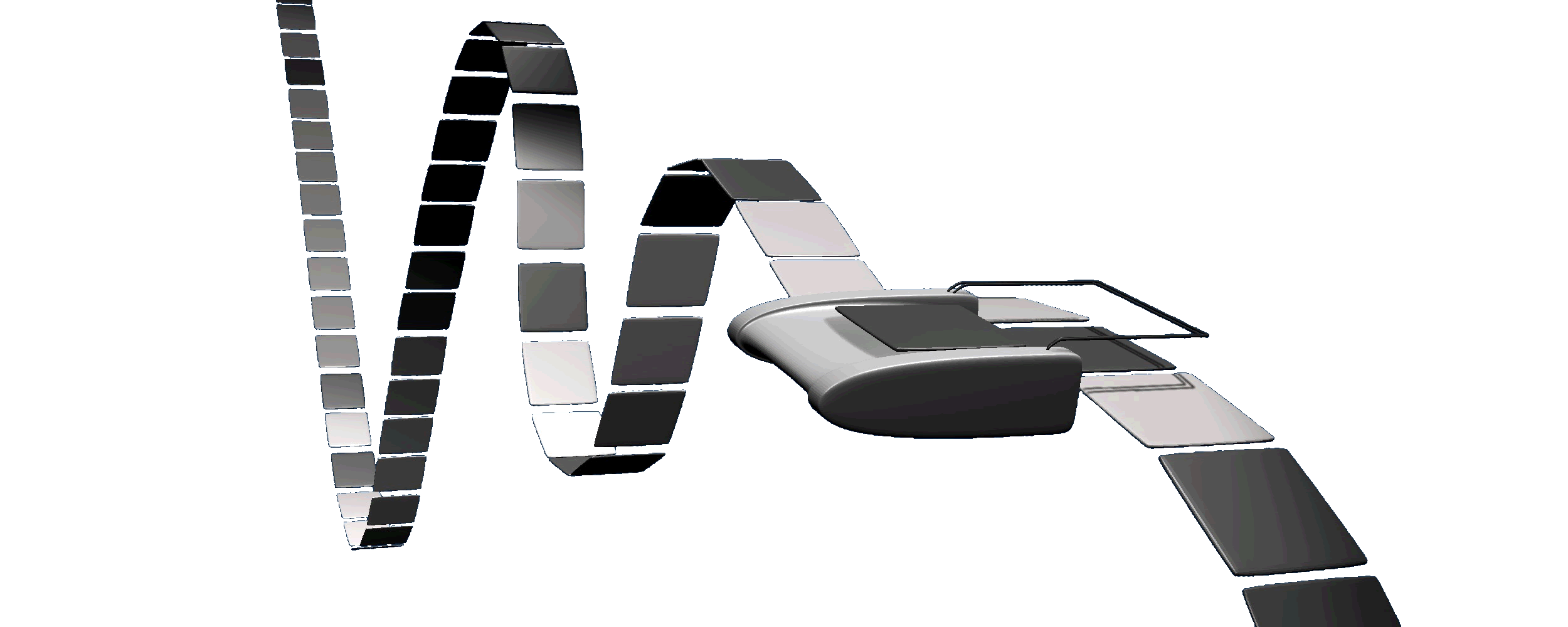
Una rappresentazione artistica della macchina di Turing

L'informatica teorica è una branca dell'informatica e della matematica che riguarda gli aspetti più astratti e matematici della computazione, come la teoria della computazione, la semantica della programmazione e la teoria della complessità computazionale. La prima studia cosa in generale possa essere calcolato tramite algoritmi, la seconda cosa e come sia calcolato da uno specifico algoritmo, la terza le risorse ad esso necessarie. Nonostante non abbia come oggetto un singolo argomento, i suoi ricercatori spesso formano un sottogruppo compatto all'interno degli informatici.

## Descrizione

### Definizione
Lo Special Interest Group on Algorithms and Computation Theory dell'ACM (SIGACT) definisce l'informatica teorica come "l'analisi formale della computazione efficiente e dei processi computazionali".
Lo stesso SIGACT afferma che l'informatica teorica "include un'ampia varietà di temi fra cui algoritmi, strutture dati, complessità computazionale, computazione parallela e distribuita, computazione probabilistica, computazione quantistica, teoria degli automi, teoria dell'informazione, crittografia, semantica e verifica dei programmi, apprendimento automatico, biologia computazionale, economia computazionale, geometria computazionale, teoria dei numeri computazionale e algebra. Il lavoro in questo campo si caratterizza spesso per la sua enfasi su tecniche e rigore matematici."

### Organizzazioni
- EATCS, l'Associazione europea per l'informatica teorica
- SIGACT, Special Interest Group on Algorithms and Computation Theory

### Pubblicazioni e newsletter
- Chicago Journal of Theoretical Computer Science
- Information and Computation
- Formal Aspects of Computing
- Journal of the ACM
- SIAM Journal on Computing
- SIGACT News
- Theoretical Computer Science
- Theory of Computing Systems

### Conferenze
- Annual ACM Symposium on the Theory of Computing (STOC)
- IEEE Symposium on Foundations of Computer Science (FOCS)
- Symposium on Discrete Algorithms (SODA)
- International Colloquium on Automata, Languages and Programming (ICALP)
- Symposium on Theoretical Aspects of Computer Science (STACS)
- European Symposium on Algorithms (ESA)
- Algebraic Methodology And Software Technology (AMAST)
- IEEE Symposium on Logic in Computer Science (LICS)
- International Symposium on Algorithms and Computation(ISAAC)
- (APPROX/RANDOM)
- Computational Complexity Conference (CCC)
- Symposium on Parallelism in Algorithms and Architectures (SPAA)
- Computability in Europe (CiE)